# Ptolemàids
Els ptolemàids o ptolemaids (Ptolemaiidae) són una família extinta de mamífers ptolemàides (o, segons altres classificacions, pantolests) que visqueren al nord d'Àfrica durant l'Oligocè inferior, fa entre 28,1 i 33,9 milions d'anys. Se n'han trobat restes fòssils al jaciment fossilífer del Faium (Egipte). Es diferencien de l'altra família de ptolemàides, els kèlbids, per la presència d'un metacònul a la quarta dent premolar superior i l'absència de cíngols mesials i distals a les dents molars superiors, entre altres caràcters dentals. Tenien el crani si fa no fa igual de gros que el del coiot.